# Phật giáo Việt Nam tại Hoa Kỳ
Phật giáo Việt Nam tại Hoa Kỳ là tín ngưỡng thờ Phật theo quan niệm của người Việt tại Mỹ.

## Lịch sử
Phật giáo được truyền sang Mỹ vào thế kỷ 19 như một triết lý chứ chưa hẳn là một tôn giáo. Vết tích đầu tiên là bản dịch Kinh Pháp Hoa với tựa là "White Lotus of the Good Law" của văn sĩ Henry David Thoreau. Về Phật tử thì người Trung Hoa là nhóm di dân đưa nghi thức thờ Phật sang Hoa Kỳ.
Riêng về Phật học thì Henry Steel Olcott là người sáng lập ra Hiệp hội Thần trí học (tiếng Anh: Theosophical Society) ở New York năm 1875. Olcott cũng là người vẽ ra mẫu cờ Phật giáo mà sau này vào năm 1950 được nhiều giáo hội Phật giáo quốc tế công nhận là biểu tượng nhà Phật.
Riêng đối với Phật giáo Việt Nam thì vào thập niên 1950 mới có tăng sĩ người Việt sang Mỹ, trong đó có Hòa thượng Thích Quảng Liên du học ở Đại học Yale theo ngành kinh tế.
Năm 1962 thì có Thích Nhất Hạnh theo học ở Đại học Princeton ngành tôn giáo tỷ giáo (comparative religion). Năm 1966 ông là giảng viên ở Đại học Cornell. Thích Trí Siêu và Thích Thuyền Ấn thì học triết học ở Đại học Wisconsin. Cả hai vị sau về Việt Nam biên soạn về Phật học. Cùng lúc đó Thích Thiên Ân lấy bằng tiến sĩ văn chương ở Đại học Waseda, Nhật Bản, nhưng năm 1966 ông được mời sang thỉnh giảng bên Mỹ ở Đại học California tại Los Angeles, rồi lưu lại Mỹ năm 1967, chuyển sang dạy phép Thiền cho người Mỹ.
Năm 1970 Hòa thượng Thích Thiên Ân lập Trung tâm Thiền viện Quốc tế (International Buddhist Meditation Center) rồi đến năm 1974 thì tổ chức giới đàn trao giới luật cho đệ tử Mỹ xuất gia, chính thức đem thiền học và cách tu của người Việt đến Mỹ.
Sau 30 Tháng Tư năm 1975 với làn sóng người Việt tỵ nạn sang Mỹ, nhu cầu Phật pháp đưa đẩy Hòa thượng Thiên Ân lập nên Chùa Việt Nam, Los Angeles, tức ngôi chùa đầu tiên của người Việt ở Mỹ. Ngôi chùa thừ nhì là chùa A Di Đà.